# Attentat de Liège du 6 décembre 1985
L'attentat de Liège du 6 décembre 1985 est un attentat à la bombe contre le palais de justice de Liège, qui fit 1 mort et 2 blessés.

## L'attentat
Le 6 décembre 1985, une bombe explose au palais de justice de la ville de Liège en Belgique. L'explosion a lieu peu avant que des centaines d'avocats, dont le ministre belge de la Justice, Jean Gol, assistent à la rentrée solennelle de la Conférence Libre du Jeune Barreau de Liège,. La bombe endommage gravement trois étages et fait s'effondrer le plafond du palais de justice du XVIe siècle,. Philippe Balis, un étudiant en droit de 20 ans, est tué dans l'explosion.
L'attaque a lieu quelques heures à peine après des attaques conjointes du réseau d'oléoducs en Centre-Europe de l'OTAN à Audenarde, en Flandre, et en France par des terroristes des Cellules communistes combattantes. Toutefois, les attaques contre les tribunaux et les pipelines n'étaient pas liées.

## Auteur
Jean-Michel Systermans, avocat d'une cinquantaine d'années, est arrêté le 16 juin 1987 après la découverte de trois bombes dans le coffre d'une banque à son nom. Systermans était déjà suspendu du Conseil de l'Ordre en 1980 et condamné pour détournement de fonds puis pour falsification, avant son attaque contre le tribunal. À la cour, accusé d'homicide involontaire, Systermans avoue qu'il était l'auteur de l'attentat à la bombe. Systermans était auparavant l'avocat de plusieurs marchands d'armes liégeois. Il est condamné à mort en 1991 (bien que la dernière exécution dans le pays remonte à 1950) et est ensuite condamné à une peine de prison. Son complice, Francis Reynders, est condamné à la réclusion à perpétuité.
En 2000, Systermans est libéré sous condition. 

## Fondation Balis
En hommage à Philippe Balis, le groupe TENSIA (employeur du père de la victime) fait un don avec l'objectif d'apporter une aide financière aux étudiants en droit en difficulté. La Fondation Balis est ainsi créée.
Depuis lors, chaque année, la Fondation Balis organise une revue réunissant les membres de la faculté de droit de l'université de Liège pour lever des fonds. Tous les bénéfices de la soirée sont alors reversés directement dans des bourses attribuées à des étudiants en droit en difficulté. 